# New York Etching Club
Le New York Etching Club (litt. Club d'eau-forte de New York), anciennement New York Etchers Club, est l'une des premières organisations professionnelles consacrées au médium de la gravure aux États-Unis — la première sur la gravure originale plutôt que sur la gravure de reproduction. En 1877, ses fondateurs, le docteur et graveur amateur Leroy Milton Yale Jr. et les peintres et graveurs Robert Swain Gifford et James David Smillie, se sont inspirés de la renaissance de l'eau-forte qui a fleuri en France et en Angleterre au milieu du XIXe siècle pour développer et promouvoir la gravure originale à l'eau-forte dans le pays.
Le succès du New York Etching Club a contribué à faire naître des organisations similaires dans d’autres grandes villes américaines et a notablement amélioré la qualité moyenne et la popularité de l'estampe américaine.

## Histoire

### Contexte
En Amérique du nord, la gravure originale n'est pas très développée jusqu'au début du XIXe siècle. L'Apollo Association for the Promotion of the Fine Arts (litt. Association Apollo pour la promotion des beaux-arts) est fondée en 1839 à New York, devenant la première organisation artistique américaine à s'intéresser à la gravure de reproduction, principalement pour promouvoir les peintres américains. En 1844, elle devient l'American Art-Union Association, et son succès encourage la création de syndicats similaires à Philadelphie, Cincinnati, Boston et Newark.
À la fin de la décennie, la renaissance de l'eau-forte en France et en Angleterre influence les artistes américains qui étudient à l'étranger ou qui assistent aux expositions de l'École française à New York,. La gravure de reproduction intéresse moins les graveurs américains et l'Art-Union prend fin au milieu des années 1850. Ils s'inscrivent dans la renaissance de l'eau-forte, encouragés par leurs homologues européens et par la facilité de production qu'offre le medium de l'eau-forte, qui permet à des artistes très différents d'adapter cette technique à leur style.
En 1971, un certain Warren, professeur d'arts à l'Académie navale d'Annapolis et aquafortiste amateur, échange lors d'une correspondance avec James David Smillie, l'un des premiers aquafortistes des États-Unis, autour de l'idée de créer une « fraternité d'aquafortistes » ; tous deux se montrent enthousiastes à l'idée, mais celle-ci ne voit pas le jour du vivant de Warren.

### Création du New York Etchers Club
Le New York Etchers Club est créé en 1977, devenant le premier club d'artistes américains à s'intéresser exclusivement aux estampes, en se concentrant sur les estampes d'interprétation plutôt que sur les estampes de reproduction,. Il est fondé par le docteur et graveur amateur Leroy Milton Yale Jr. et les peintres et graveurs Robert Swain Gifford et James David Smillie, avec Yale comme premier président,,.

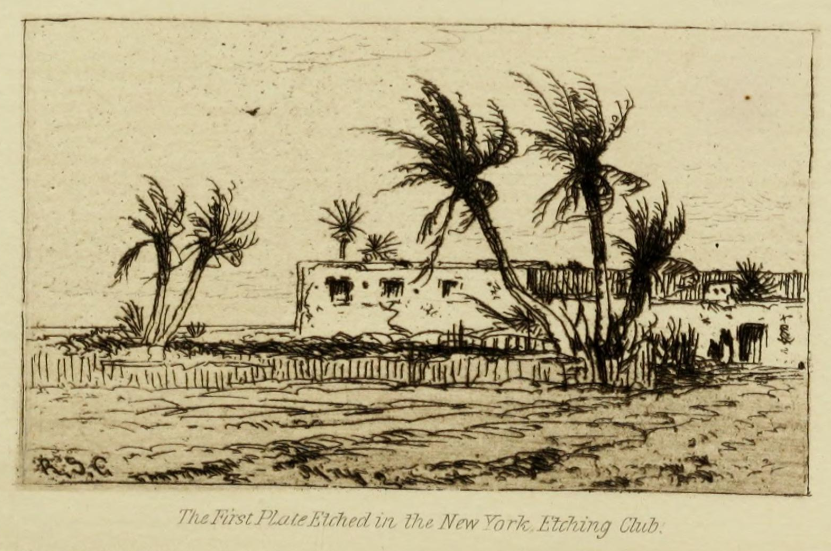
Première eau-forte produite par le New York Etching Club en 1877.

La première réunion du New York Etchers Club se tient dans l'atelier de James David Smillie le 2 mai 1877,. À cette occasion, la première estampe du collectif est produite : une eau-forte de Smillie d'après un dessin de Gifford est imprimée sur presse par Yale devant une vingtaine de membres,. En suivant, tous les membres s'affairent pour produire leurs propres cuivres. 
Dans son ouvrage Etching in America (1891), Ripley Hitchcock rend hommage à cette première gravure en l'utilisant comme frontispice et en racontant son histoire, ponctuée du commentaire suivant :

« Elle est particulièrement intéressante, cependant, en raison de son histoire et de ses associations, et elle est utilisée parce que la première plaque gravée par le club de gravure le plus ancien et le plus puissant de ce pays, qui a été et est toujours le centre de notre gravure, m'a semblé fournir le frontispice le plus approprié pour un volume sur "La gravure en Amérique". »

### Membres et fonctionnement

#### Membres

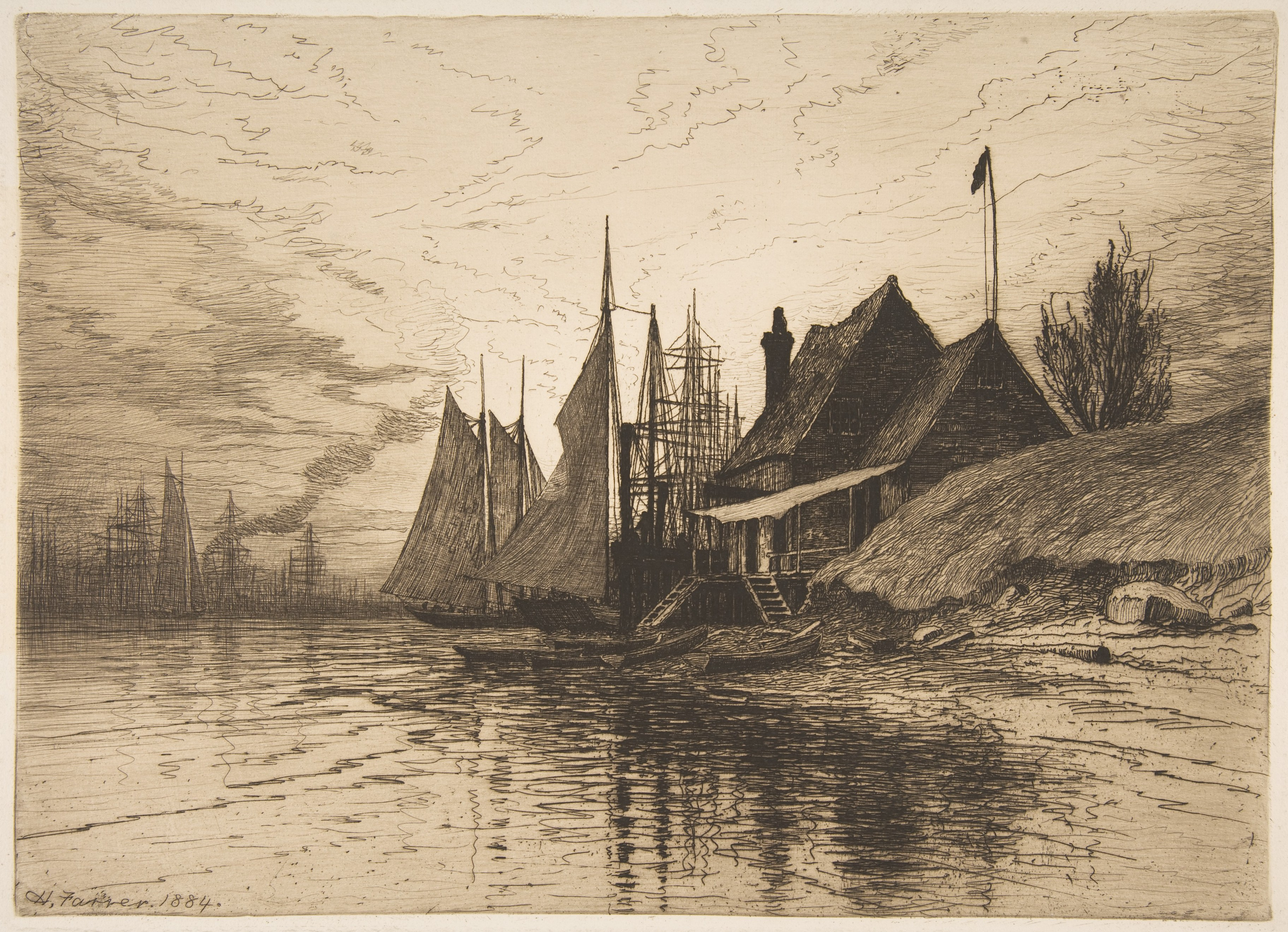
Evening, New York Harbor, eau-forte de Henry Farrer (1884, Metropolitan Museum of Art).

Parmi les autres membres importants du New York Etching Club figurent Charles Adams Platt, Thomas Moran, Samuel Colman, Hendrik Dirk van Elten Kruseman, William Merritt Chase, Frederick Stuart Church, Stephen Parrish, Joseph Pennell, Charles Frederick William Mielatz et Thomas Waterman Wood (en),,. Bien que certains soient expérimentés, comme Henry Farrer, Gifford, Colman, Wood, Horace Wolcott Robbins, Charles Henry Miller (en), James Craig Nicoll, Charles Stanley Reinhart (en), Albert Fitch Bellows et Walter Shirlaw, pour la plupart des membres, la gravure reste cependant une activité secondaire par rapport celle de peintre,,, : selon Smilie, sur la vingtaine de membres initiaux, « plus de la moitié d'entre eux ne savaient absolument rien du plus élémentaire des processus ». Parmi eux, les premiers peintres réellement convertis à la gravure sont Gifford et Church. Edith Loring Getchell (en) et surtout Mary Nimmo Moran sont quant à elles essentiellement des graveuses ; cette dernière, première femme à intégrer le club, a joué un rôle crucial dans la gravure de paysage américaine.
Le cercle s'est ensuite agrandi par l'admission de plusieurs académiciens. Bien que la proportion d'artistes expérimentés soit conséquente, leurs facultés de peintre ne sont pas de grande aide pour la production d'eaux-fortes, notamment pour les coloristes qui peinent à retranscrire leurs effets avec la pointe.

#### Technique

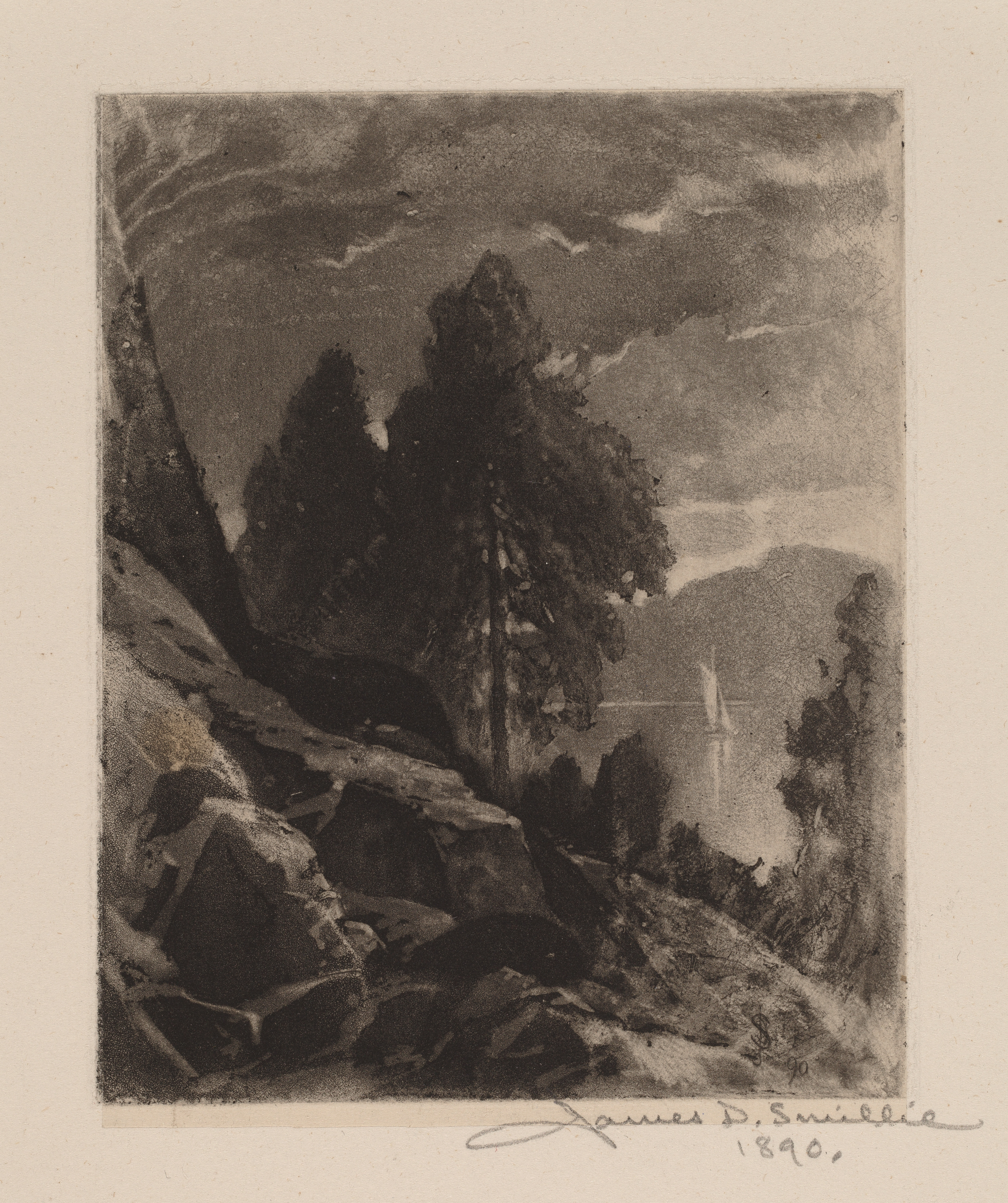
Estampe sans titre : expérimentation avec l'aquatinte de James David Smillie (1890, National Gallery of Art).

Le club fournit cependant les moyens techniques à ses membres, avec des presses de qualité et tous les équipements nécessaires à la pratique de l'eau-forte. La principale innovation du club consiste à expérimenter de nouvelles techniques de l'estampe, telles que la roulette, le pointillé, l'aquatinte et le vernis à graver. Smillie, Gifford, Pennell, Yale, Otto Henry Bacher (en) et les deux Moran font partie des premiers à avoir gravé d'après nature. La technique d'eau-forte la plus utilisée est celle de Rembrandt, basée sur l'acide nitrique, tandis que celle de Francis Seymour Haden, basée sur l'acide chlorhydrique, a été débattue au sein du club, Gifford y étant opposé tandis que Smillie y est favorable, par exemple. 
Lors des trois premières années, plus de 150 plaques de cuivre sont gravées et débattues lors des réunions mensuelles du club, qui s'avèrent très efficaces pour faire émerger de nouvelles idées. Les membres font une sélection des meilleures estampes et les font publier dans la revue The American Art Review,,.

### Développement et reconnaissance
Publiée sous la direction de Sylvester Rosa Koehler (en), premier conservateur des estampes au Museum of Fine Arts de Boston, The American Art Review popularise davantage l'art de la gravure et consavre le New York Etching Club en tant qu'organisation professionnelle, une première dans le pays,.
Les artistes du club se distinguent dans des expositions dès 1878, avec notamment celle qui a lieu au Art Club de Boston et lors de laquelle Smillie, Yale et Gifford sont présents. De nombreuses estampes sont achetées par le Musée des Beaux-Arts. En 1879, une autre exposition à Chicago a aussi du succès, la majorité des estampes étant achetées, même si le but affiché est moins pécuniaire que de développer la discipline. Les artistes constatent que le goût du public pour les estampes augmente progressivement.
Leur renommée traverse l'Atlantique et en mai 1881, le club est invité à participer à la première exposition de la Society of Painter-Etchers, organisée par Francis Seymour Haden à Londres. Quelques participants se voient à cette occasion accorder l'adhésion comme membre à cette société : Mayr Nimmo Moran, James David Smillie, Robert Swain Gifford, Henry Farrer, Thomas Moran, John Mackie Falconer, Albert Fitch Bellows, Stephen Parrish, Frederick Stuart Church et Frank Duveneck. L'influence des aquafortistes français et anglais, et particulièrement celles de Haden et de Whistler, est très importante pour ce groupe d'artistes et pour l'émergence de la gravure à l'eau-forte aux États-Unis,,.
Le New York Etching Club organise sa première exposition formelle en 1882 et prépare pour l'occasion un catalogue d'exposition. Par la suite, le club organise annuellement des expositions jusqu'au début des années 1890, au cours desquelles les membres ainsi que des invités présentent leurs gravures à la vente aux amateurs et au grand public. Tandis que les gravures originales séduisent les connaisseurs et les collectionneurs, le grand public peine à être autant attiré par elles plutôt que pour les reproductions « décoratives » de tableaux.

### Fin et postérité
Néanmoins, le succès du New York Etching Club a contribué à faire naître des organisations similaires dans d’autres grandes villes américaines à la fin du XIXe siècle.
Le New York Etching Club ferme en 1893, avec le sentiment d'avoir amélioré la qualité moyenne de l'estampe américaine, la gravure de reproduction étant devenue très marginale,. Le New York Etching Club a en effet permis aux États-Unis de prendre le train de la renaissance de l'eau-forte à la fin du XIXe siècle, et de rendre les eaux-fortes « extrêmement populaires auprès des artistes et des collectionneurs ».